# Agnès Sinaï
 (octobre 2021).
Agnès Sinaï est une journaliste, essayiste et enseignante française née à Marseille le 28 juin 1966.
Collapsologue[source insuffisante], ses recherches portent sur l'analyse de l'état du monde actuel, sur les causes des ruptures environnementales et sociétales qui sont en train de produire l'effondrement de nos sociétés et de la biodiversité, ainsi que sur les possibilités d'actions telles que la décroissance, la résilience locale, la biorégion, pour tenter de s'adapter aux catastrophes imminentes.

## Biographie

### Études et formation
Entreprenant des études littéraires, Agnès Sinaï est élève d'hypokhâgne, puis khâgne, au lycée Thiers (Marseille). Elle entre à Sciences Po à Paris en 1986, puis reprend des études de lettres à la Sorbonne et passe un master de politiques européennes à Paris VIII en 1992, puis un master de droit international de l’environnement en 2007 (Crideau, Limoges) et un doctorat en aménagement de l'espace et urbanisme en 2021 sous la direction de Sébastien Marot et Thierry Paquot (Université de Paris-Est).
En 2013, elle obtient un diplôme en permaculture et traction animale à la ferme du Bec-Hellouin.

### Engagement politique
Au tournant des années 2000 elle s’engage en écologie politique chez Les Verts, puis en tant qu’altermondialiste au sein de l’Observatoire de la mondialisation à Paris. Elle réalise un reportage sur les manifestations de 1999 à Seattle (États-Unis) et coécrit un premier essai, Sauver la Terre, en 2003 avec Yves Cochet à la suite du sommet mondial du développement durable à Johannesbourg (Afrique du Sud).

### Journalisme
Journaliste engagée, elle collabore au Monde diplomatique à partir de 1992, pour lequel elle réalise une série d’articles sur les conférences climatiques, sur le greenwashing, des enquêtes et divers reportages. Elle dirige l’Atlas de l’environnement du Monde diplomatique en 2007, où elle publie une planche sur l’Anthropocène.
Parallèlement, elle écrit pour Politis, puis La Revue durable, et travaille aujourd’hui au sein de la rédaction d’Actu-environnement. Pour Arte, elle écrit et coréalise une série de cinq épisodes de documentaires, Paradis perdus, diffusés en 2005. À cette occasion, elle participe à des tournages à Sumatra (Indonésie) et à Tuvalu (Pacifique Sud).
En 2006, elle contribue à la fondation de la revue Entropia, aux côtés de Serge Latouche et Jean-Claude Besson-Girard, revue théorique et politique de la décroissance qui paraîtra pendant dix ans.

### Institut Momentum
Lors d’un reportage en Californie du nord pour Le Monde diplomatique en 2009, elle rencontre les membres du Post Carbon Institute. Cette rencontre sera décisive dans sa décision de fonder l’Institut Momentum, réseau de réflexion sur les politiques de l’Anthropocène, la décroissance et les risques d’effondrement qu’elle crée en mars 2011 aux côtés d’une dizaine de cofondateurs[source secondaire nécessaire].
Elle en est présidente de 2011 à 2014, date à laquelle Yves Cochet est élu. Elle est directrice de l'Institut Momentum depuis 2022.

### Enseignement
Depuis 2010, elle donne un cours sur les théories et politiques de la décroissance dans le cadre du master « Sciences et politiques de l'environnement » de Sciences Po / PSIA (Paris School of International Affairs), en collaboration avec le politiste Luc Semal.

### Édition
Elle a publié divers ouvrages dont Labo-Planète, avec Catherine Bourgain et Jacques Testart, ou Petit traité de résilience locale, avec Raphaël Stevens, Hugo Carton et Pablo Servigne, et a dirigé la trilogie Gouverner la décroissance : Politiques de l'Anthropocène I, II et III aux Presses de Sciences Po entre 2013 et 2017.

## Publications
- Sauver la Terre, avec Yves Cochet, éd. Fayard, Paris, 2003
- Veilleurs de l’eau, éd. La Découverte, Paris, 2007
- Labo-Planète, avec Catherine Bourgain et Jacques Testart, Fayard, 1001 Nuits, Paris, 2011
- L'Eau à Paris. Retour vers le public, éd. Eau de Paris, 2014
- Petit traité de résilience locale, avec Hugo Carton, Pablo Servigne, Raphaël Stevens, éditions Charles Léopold Mayer, Paris, 2015
- Walter Benjamin face à la tempête du progrès, Le Passager clandestin, Neuvy-en-Champagne, 2017
- Biorégion 2050. L’Île-de-France après l’effondrement, avec Yves Cochet et Benoît Thévard, Institut Momentum, 2019
- Réhabiter le monde : Pour une politique des biorégions, Seuil Anthropocène, 2023

### Direction d’ouvrage
- Politique de l'Anthropocène, Presses de Sciences Po, Paris
  - I. Penser la décroissance, 2013
  - II. Économie de l'après-croissance, 2015
  - III. Gouverner la décroissance, 2017